# David Ben Dayan
David Ben Dayan (in ebraico דוד "דדי" בן דיין‎?; Holon, 27 novembre 1978) è un ex calciatore israeliano, di ruolo difensore.

## Palmarès

### Club

#### Competizioni nazionali
- Ligat ha'Al: 1

Hapoel Tel Aviv: 2009-2010
- Coppa di Stato:

Maccabi Tel Aviv: 2000-2001
Hapoel Tel Aviv: 2009-2010, 2010-2011
- Coppa Toto: 1

Maccabi Haifa: 1998-1999
- Coppa Toto- Leumit: 1

Maccabi Natanya: 2006-2007
- Coppa di Cipro: 1

Omonia: 2011-2012